# Референдум щодо членства Угорщини в Європейському Союзі (2003)
Референдум про вступ Угорщини до Європейського союзу відбувся 12 квітня 2003 року. При явці в 45,59 % переважна більшість тих, хто проголосував (понад 80 %) висловилася за вступ Республіки Угорщини до Євросоюзу. 1 травня 2004 року за результатами референдуму Угорщина офіційно вступила до ЄС.

## Передумови
Заявка Угорщини на членство в Євросоюз була подана 31 березня 1994 року, а з 1998 року почалася підготовка безпосередньо до приєднання до цієї спільноти. На саміті Європейської ради, що пройшов у грудні 2002 року в Копенгагені, Угорська Республіка стала однією з 10 держав, запрошених до вступу до ЄС у 2004 році. Усі провідні політичні партії Угорщини дійшли згоди про те, що членство країни в Євросоюзі повинен підтвердити загальнонаціональний референдум.
Національні збори Угорщини в 1997 році запропонували змінити правила проведення референдумів у країні — тепер для визнання його таким, що відбувся, явка повинна скласти не 50 %, як було раніше, а всього 25 %. У грудні 2002 року в Конституцію були внесені поправки, необхідні для можливості проведення плебісциту щодо вступу країни до ЄС. Також було прийнято рішення про те, що він відбудеться 12 квітня 2003 року.

## Питання референдуму
Учасникам референдуму пропонувалося відповісти позитивно або негативно на питання :
|  | Egyetért-e azzal, hogy a Magyar Köztársaság az Európai Unió tagjává váljon ? (угор. ) |  | Чи згодні Ви з тим, що Угорська Республіка має стати членом Європейського союзу? (укр. ) |  |
|  |                                                                                       |  |                                                                                          |  |

## Результати
| Референдум про вступ Угорщини до Європейського союзу | Референдум про вступ Угорщини до Європейського союзу | Референдум про вступ Угорщини до Європейського союзу |
| Так чи ні                                            | Голосів                                              | Відсоток                                             |
| ---------------------------------------------------- | ---------------------------------------------------- | ---------------------------------------------------- |
| Так                                                  | 3 056 027                                            | 83,35 %                                              |
| Ні                                                   | 592 690                                              | 16,16 %                                              |
| Дійсних голосів                                      | 3 648 717                                            | 99,51 %                                              |
| Недійсних голосів                                    | 17 998                                               | 0,49 %                                               |
| Всього голосів                                       | 3 666 715                                            | 100,00 %                                             |
| Явка                                                 | 45,59 %                                              | 45,59 %                                              |
| Необхідний поріг явки                                | 25,00 %                                              | 25,00 %                                              |